# Personaggi di Final Fantasy VII
Questa pagina descrive i personaggi del videogioco di ruolo giapponese Final Fantasy VII.

## Cloud Strife
Cloud è il protagonista del gioco.
I suoi segni più distintivi sono i capelli biondi, arrangiati in una capigliatura ispida (a volte detto "testa chiodata"), vividi occhi blu (un segno della sua esposizione al Mako), abiti scuri e la sua Buster Sword, una spada dall'enorme lama sovradimensionata simile ad una zanbatō prima appartenuta all'amico Zack Fair.
È introverso e tenebroso, e odia far conoscere le proprie emozioni, soprattutto con personaggi a lui sconosciuti, eccezion fatta per la ragazza dei fiori, cioè Aerith, vista la sua impossibilità nel frenare la contagiosa positività della giovane. All'inizio di Final Fantasy VII si presenta come un ex-"SOLDIER", adesso mercenario assunto da alcuni "ambientalisti convinti", il gruppo eco-terroristico AVALANCHE.

## Aerith Gainsborough
È una giovane e bella fioraia dal carattere dolce e positivo che non nasconde però una certa irriverenza. È la prima eroina di Final Fantasy VII (insieme a Tifa) e di lei scopriremo con l'evolversi della storia, la sua identità di Cetra, l'unica sopravvissuta del popolo degli Ancient, l'antico popolo custode del Pianeta. Possiede una forte personalità e riesce sempre a sorridere e dare sorriso, nonostante la gravosa responsabilità affidatale dall'eredità del suo popolo, dal poter sentire le anime di chi torna al pianeta nel flusso del Lifestream, alla missione che le darà un ruolo da protagonista nella salvezza del mondo.

## Tifa Lockhart
Tifa è un'amica d'infanzia di Cloud. All'inizio del gioco è lei che convince Cloud ad unirsi ad Avalanche. Ha occhi rossi (marroni in Final Fantasy VII: Advent Children) e i capelli castano scuro che porta legati in una coda morbida con all'estremità un laccio rosso, che forma due ciuffetti. Le sfaccettature del suo carattere fiero, coraggioso, gentile, riservato ma un po' pessimista e fragile fanno di Tifa un personaggio molto umano. Grande lottatrice e coraggiosa ribelle è però terribilmente insicura del suo cuore, soprattutto nei confronti di Cloud, che dopo tanti anni ritrova tanto diverso e distaccato e con la comparsa di Aerith che con la sua spontaneità riesce con più facilità ad avvicinarsi all'ex Soldier con naturalezza. Inizialmente nemmeno lei ammette i suoi sentimenti per Cloud con Aerith, dandole un involontario campo libero. Nonostante ciò le due ragazze diventano grandissime amiche e una delle scene più divertenti del gioco è quella in cui si incontrano la prima volta da Don Corneo, in cui Cloud è costretto a travestirsi da donna. Tifa aiuta Cloud a svelare i segreti del suo passato e rimane al suo fianco per tutto il gioco. È l'unica a cui Barret dà ascolto, infatti è l'unica che riesce a calmarlo nei suoi momenti d'ira.

## Barret Wallace
Barret Wallace (?, バレット・ウォーレス, Baretto Wōresu) è il capo dell'Avalanche, un gruppo che vuole eliminare le centrali Mako, che aspirano l'energia vitale della terra. Alleva da lungo tempo Marlene, figlia di Dyne, un amico che crede morto ma si scoprirà vivo. All'inizio ingaggia Cloud per combattere la ShinRa, ma dopo che quest'ultimo diventerà il capo del gruppo, dopo un po' di tempo diventerà uno dei suoi amici più fidati.
Ha una mitragliatrice innestata sul braccio che usa nei combattimenti. Quest'arma sostituisce del tutto l'avambraccio e lo stesso è per Dyne, il quale perse il braccio nello stesso incidente in cui lo perse Barret: uno scontro con la Shin-Ra sul monte Corel. Proprio mentre Barret aiutava Dyne a non cadere da un precipizio tenendolo saldo con un braccio, una scarica di proiettili li divise mutilando entrambi. Quando Barret incontra Dyne nel deserto, si nota la stessa sua scelta di montare un fucile in assenza di un arto.
Il nome Barret può essere un riferimento al famoso fucile di precisione prodotto in America, mentre il cognome Wallace può essere un riferimento a William Wallace, il rivoluzionario.

## Cid Highwind
Cid Highwind (シド・ハイウィンド?, Shido Haiwindo): È una persona burbera, ma in fondo di buon cuore. È il miglior pilota del mondo e sogna di viaggiare nello spazio, fino ai confini dell'universo. Vive con Shera, l'assistente a cui ha salvato la vita interrompendo il lancio del razzo con cui stava per decollare per lo spazio. Questa stava infatti controllando all'ultimo momento un serbatoio di ossigeno che riteneva difettoso. Con questa azione però Cid ha dovuto rinunciare al suo sogno di viaggiare nello spazio. Cid ha creato l'airship Highwind e possiede anche il Tiny Bronco, un piccolo aereo che Cloud e gli altri usano come barca nel gioco, dopo che è stato abbattuto dalla Shin-Ra. Cid in battaglia impugna una potente lancia, sicura anche per attacchi a distanza.
Il nome di Cid Highwind è un riferimento a El Cid, mentre "Highwind" è il nome dell'aeronave che pilota. Cid è inoltre una sorta di portafortuna per la saga; una sua diversa "versione" è infatti presente in tutti i Final Fantasy, a partire dal secondo capitolo della serie, ed è descritto dallo stesso Hironobu Sakaguchi come «lo Yoda di Final Fantasy». In tutti gli episodi, Cid è un uomo leggermente più attempato dei protagonisti ed ha un talento speciale per i macchinari in generale. Il quarto e il settimo capitolo sono gli unici nei quali Cid è un personaggio controllabile dal giocatore.
Cid appare come personaggio non giocabile in entrambi i capitoli di Kingdom Hearts e anche qui è un esperto meccanico.

## Sephiroth
Un tempo venerato come un eroe, è destinato a diventare il principale antagonista del settimo capitolo della saga di Final Fantasy. Quello che veniamo a scoprire nello svolgersi del gioco è come sarà portato ad odiare gli esseri umani e volterà le spalle al Pianeta.
Egli è il figlio di Lucrecia Crescent, che lo sacrifica sull'altare della scienza, unendo le sue ricerche a quelle del professore Nicholas Hojo, nel "Jenova Project", decisione condivisa inizialmente, ma poi sofferta e contrastata, grazie all'intervento di Vincent Valentine (negli eventi narrati in "Dirge Of Cerberus"). Hojo ne rivendica la paternità (confermata, tra l'altro, anche a livello "biologico", dai creatori di Dirge of Cerberus in un'intervista) infatti egli inietta nel ventre di Lucrecia delle pure cellule di J.E. N.O.V.A ("la calamità venuta dal cielo", il corpo di un'aliena parassita scambiata erroneamente per un Ancient), ottenendo così il frutto del Progetto “S”, ovvero Sephiroth.
Tutto questo era volto alla “ri”creazione di un Antico, ma infine il bambino venne utilizzato, e addestrato come un eccellente soldato, divenne il primo dei Soldier, uno speciale corpo dell'esercito esposto alle radiazioni Mako. Cresciuto senza sapere nulla del suo passato, con la sola convinzione di essere figlio di una donna chiamata “Jenova” morta di parto, egli diviene un grande Generale della Shin-Ra, un eroe di grande fama, l'idolo dei molti (come l'allora giovanissimo Cloud Strife deciso a seguire le sue orme e ad arruolarsi).
Sephiroth, nonostante tutto, sentiva un freddo confine tra lui e il resto degli esseri umani: fin dall'infanzia credeva di essere diverso dagli altri, sentiva la curiosità di scoprire chi fosse in realtà e a cosa fosse destinato.
L'Incidente di Nibelheim

Cinque anni prima degli eventi narrati in Final Fantasy VII, Sephiroth, un altro Soldier di prima classe, Zack Fair, e l'allora recluta Cloud Strife, vengono inviati nella cittadina di Nibelheim a controllare gli strani eventi riguardanti il reattore Mako, e qui viene colpito dalle attività che si svolgevano al suo interno, trovando delle capsule contenenti delle creature mostruose, e la stanza con i resti del corpo conservato di Jenova stessa.
Così, preso dall'angoscia di essere stato anche lui frutto di quegli esperimenti, si ritira a leggere i documenti riguardanti il progetto scoprendo l'erronea verità che la creatura sia un Antico, sua madre, e di essere quindi l'erede di questo popolo in continua migrazione alla ricerca della Terra Promessa a cui gli esseri umani avevano "sottratto" il pianeta. Abbracciando questa causa si autoproclama “il prescelto per governare il pianeta” riproponendosi di trovare la tanto agognata "Terra Promessa" e vendicarsi dei "traditori" umani.
Zack, un tempo suo compagno di battaglie, ingaggia un duello contro di lui per cercare di fermarlo, ma sconfitto si ritrova ferito a terra. Sephiroth furioso dà fuoco all'intera città seminando panico e morte, e poi ritorna a varcare la porta del reattore. Qui Tifa gli sbarra la strada per vendicare il padre ucciso nell'incendio, ma viene colpita anche lei. Resta solo Cloud a fronteggiarlo: il ragazzo, per vendicare i suoi amici feriti e gli abitanti della sua città natale, con coraggio lo raggiunge.
Sephiroth aveva fatto in tempo a tagliare la testa dell'alieno per portarlo con sé, ma nel momento prima di girarsi Cloud lo colpisce alle spalle con la Buster Sword (la portentosa spada di Zack) trafiggendolo da parte a parte. Sephiroth, con le sue ultime forze, risponde all'offesa con la sua katana leggendaria, la Masamune, conficcandola nella spalla del ragazzo. Cloud afferra la lama e attingendo forza dal Mako lo scaraventa nel reattore.
Così venne ucciso Sephiroth, o almeno così sembra fino a che le pareti del quartier generale della Shin-Ra si tingono di sangue e President viene trovato morto, dilaniato da una lama inconfondibile.

## Cait Sith
Cait Sith:
Viene incontrato all'interno del Gold Saucer (enorme parco di divertimenti gestito da un uomo di nome Dio) dove lavora come mascotte, proponendosi subito e stranamente come alleato. Si unisce per scoprire se le sue predizioni riguardo al rapporto tra Aerith e Cloud si realizzeranno o no. Cait Sith in realtà è soltanto una macchina di cui esistono diversi esemplari.
La sua vera natura si scopre a gioco inoltrato, quando si rivela un cyborg comandato da un membro della ShinRa, Reeve. Caith Sith riesce a combinare abbastanza guai ma si rivela anche di fondamentale importanza nella storia. Nel gioco ne vengono controllati ben due, poiché il primo muore nel tempio degli antichi per salvare il resto del gruppo, mentre il secondo appare subito dopo l'accaduto spiegando la sua natura anche se solo in parte. Caith Sith utilizza un megafono come arma e le sue limit break sono fra le più bizzarre del gioco: in base al livello (solo 1 o 2) appaiono una o più slot machines che consentono svariate combinazioni. Gli effetti passano da un semplice danno fisico all'evocazione Neo-Bahamut (BAR-BAR-BAR) fino ad un Cait Sith gigante che incorpora i due personaggi alleati. Le limit break di Cait Sith, a differenza degli altri personaggi, sono solo due. Nel film Final Fantasy VII: Advent Children Cait Sith non è più sulle spalle dello strano pupazzo bianco con il quale appariva in Final Fantasy VII, ma monta in groppa a Red XIII.

## Red XIII/Nanaki
Red XIII/Nanaki: è presente al piano 66 dello Shin-Ra Headquarter, a Midgar, si unirà al giocatore dopo averlo liberato. Assomiglia ad un leone, possiede alcune sfere di Materia (Fire) ed è il risultato di una sperimentazione fatta dallo scienziato Hojo. Secondo la descrizione all'interno del libretto di gioco di Final Fantasy VII, Red XIII (il cui vero nome è Nanaki) possiede un'intelligenza superiore a quella umana. Suo padre, Setoh, fu vittima degli esperimenti di Hojo, che lo trasformò in una bestia. La stessa cosa vale per sua madre, morta quando era piccolo (alla stregua di Tifa). Il padre, successivamente, sarebbe scappato con la madre di Red XIII e tornato a Cosmo Canyon, dove ebbero un figlio. Andò poi nella grotta che Red XIII dovrà esplorare per eliminare uno spirito maligno, il Gi, ma verrà trasformato in pietra da lui. Red XIII cresce così senza genitori, allevato dal nonno Bughenhagen (Umano). Da grande, verrà rapito di nuovo dalla Shin-Ra per degli esperimenti di Hojo, per poi essere liberato da Cloud e dagli altri. Hojo, infatti, voleva darlo in pasto insieme ad Aerith ad un nuovo esperimento genetico, ma fallirà. Unitosi al gruppo di Cloud, tornerà a Cosmo Canyon e si vendicherà del torto fatto al padre dal Gi, distruggendolo. Subito dopo si può vedere il padre, Setoh, piangere, anche se nella statua. Il nome Red XIII gli è stato assegnato dal folle scienziato Hojo. Red XIII non è assolutamente l'ultimo esemplare della sua razza, perché nel filmato finale si vede insieme a due piccoli simili a lui, che sono presumibilmente suoi figli. Da ciò si può dedurre che ha trovato una femmina della sua specie. Inoltre nel gioco appaiono creature che potrebbero essere "varianti" della razza di Red XIII, tra cui per esempio un esemplare completamente nero che affiancherà Rufus ShinRa nello scontro con Cloud. 

## Yuffie Kisaragi
Yuffie Kisaragi (ユフィ・キサラギ?, Yufi Kisaragi): è un personaggio bonus del gioco, infatti è possibile anche evitare di incontrarla, svolge quindi un ruolo marginale nella trama, anche se è abbastanza caratterizzata psicologicamente. La si può ottenere solo girando per alcune foreste, sconfiggendola in combattimento, rispondendo sempre di non essere interessati al combattimento, di volerla nel gruppo, di avere fretta e senza aprire nessun tipo di schermata. È estroversa, allegra, ma soffre molto il volo. Accetta di unirsi al gruppo solo per rubare i Materia dei compagni, ma col passare del tempo cambia idea su tutti.
Discende da un'antica dinastia ninja, anche se non è molto attaccata alla tradizione. È ossessionata dai Materia, e si unirà al gruppo nella speranza di trovarne il più possibile. Nonostante il lato arrogante ed egoista, Cloud e gli altri sapranno cambiare il suo cuore. Nel corso della storia causerà non pochi problemi, ma permette anche di affrontare un capitolo bonus che si svolge nella sua terra. È un'ottima combattente negli scontri a distanza e possiede Limit Break davvero devastanti. Inoltre è l'unico personaggio che utilizzando il comando Morph in grado di trasformare i nemici in utili oggetti provoca un danno pari alla potenza dell'arma in utilizzo (nelle ultime fasi del gioco con Conformer anche il danno massimo di 9999 HP).
Yuffie compare anche nei primi 2 giochi di Kingdom Hearts, nel primo come ninja e nel secondo come membro del comitato di ristrutturazione della Fortezza Oscura oltre al DLC del terzo capitolo della saga.

## Vincent Valentine
Personaggio opzionale. Usa dei fucili come armi e la sua tecnica limit consiste nel trasformarsi in dei mostri, uno per ogni livello limit.
Vincent Valentine risulta essere coinvolto negli esperimenti della ShinRa. Lo si trova nella ShinRa Mansion ed è possibile liberarlo dalla bara in cui è prigioniero solo dopo aver battuto il boss Lost Number nella cassaforte della villa. La storia di Vincent è piuttosto controversa: era un Turk e lavorava alla ShinRa per proteggere un'élite di scienziati che si occupava del progetto JENOVA. Si innamorò di Lucrecia, una ricercatrice, e lei stessa lo ricambiava, ma era già sposata col professor Hojo, a capo della ricerca. La donna resta incinta e viene costretta a usare il bambino per condurre esperimenti con le cellule di Jenova direttamente in utero. Vincent non è disposto a tollerarlo e si ribella a Hojo, che però gli spara e lo usa per alcuni esperimenti. Il corpo di Vincent muta allora profondamente e diventa un essere spaventoso ed incontrollabile, perciò Hojo decise di rinchiuderlo per sempre in una bara nella ShinRa Mansion, fino a che Cloud non verrà a liberarlo dopo aver sconfitto Lost Number.
Il figlio di Lucrecia si scopre essere Sephiroth. È lei stessa a rivelarlo, quando Cloud e Vincent la trovano imprigionata fra dei cristalli, in una grotta sperduta, dove è costretta a vivere a causa delle mutazioni che il suo corpo ha subito per gli esperimenti di Hojo. Ella chiede a Vincent di Sephiroth, suo figlio, che le fu tolto appena neonato dalle mani, e il cui ricordo materno è per lei l'unica fonte di gioia. Vincent sussulta, perché avrebbe molto da dire sulla distruzione che Sephiroth sta portando nel mondo, ma per pietà si trattiene e, prima di abbandonare di nuovo Lucrecia alla sua solitudine, per non addolorarla le dice mentendo: «Mi dispiace. Sephiroth è morto.»
Le avventure di Vincent continuano in Dirge of Cerberus: Final Fantasy VII.
In questo nuovo capitolo tramite flashback e frammenti di ricordi si scopre che Lucrecia lavorava un tempo con Grimoire Valentine, il padre di Vincent. Morì a causa di un incidente nello studio di Chaos, il vassallo di Omega. Nel gioco si può notare come i vestiti di Grimoire e persino il suo braccio ferito coincidano con quelli del figlio.

## Turks
I Turks (タークス?) sono un corpo speciale della ShinRa, e obbediscono direttamente ai vertici più alti. Si occupano di rapimenti, spionaggio e di reclutare SOLDIER. Cloud e gli altri si troveranno a combattere contro tre di loro: Reno, Rude ed Elena, mentre si troveranno solo a conversare con Tseng, il loro capo, il cui corpo è solo per metà umano; l'altra metà è costituita da metallo. Odia a morte Cloud.
Nel capitolo FF7 Crisis Core compare un altro membro dei Turks, Cissnei, che, spinta dal suo amore verso Zack, cercherà, anche se senza grande successo, di favorirne la fuga dopo che il presidente della ShinRa ne aveva decretato la morte.

## Personaggi secondari

### Zack Fair
Mentore di Cloud, appare brevemente nei flashback del protagonista.

### Corneo
Chiamato generalmente con il titolo di "Don", è un mafioso influente a Wall Market, una comunità situata nei bassifondi di Midgar. È un grande amante del buon cibo e, soprattutto, delle donne. Gestisce difatti un giro di prostituzione, striptease ed altri servizi erotici. Tale passione lo porta, ogni giorno, a scegliere una moglie tra varie ragazze per lui selezionate. Le altre diverranno "divertimento" per i suoi scagnozzi.
Quando Cloud ed il suo gruppo lo incontrano la prima volta, egli è uno sgherro al servizio della ShinRa, che sta progettando di far distruggere il settore 7 della città per sedare le azioni terroristiche dell'"Avalanche".
In quanto collaboratore, detiene informazioni importanti su tale operazione. Operazione che causerebbe inevitabilmente la morte di moltissime persone, tutti concittadini di Tifa Lockhart. Questa decide quindi di offrirsi come possibile candidata per il giro di mogli di Don Corneo, allo scopo di strappargli informazioni in merito ai movimenti della ShinRa.
Cloud ed Aeris, vedendo per caso Tifa imprigionata e portata a Wall Market, decidono di soccorrerla. Il biondo guerriero, con suo grande imbarazzo, viene travestito da donna, ed insieme alla sua compagna fioraia si dirigono alla villa di Don Corneo. Difatti, solo le donne possono vederlo, di modo da essere da lui selezionate come potenziali mogli.
Il loro piano funziona. Don Corneo viene ingannato, non accorgendosi che Cloud è in realtà un uomo. Tutti i suoi sottoposti vengono sconfitti dall'Ex-Soldier, e, messo alle strette, è costretto a confessare tutto quello che sa in merito ai piani del presidente ShinRa.
Tuttavia, riesce a sua volta ad ingannare i tre avventurieri, e li fa cadere nelle fogne sottostanti attraverso una botola, dove affrontano un enorme mostro. A causa di ciò tarderanno ad avvertire Barret e gli altri dell'"Avalanche" riguardo all'imminente catastrofe.
Benché scompaia per diverso tempo, Don Corneo compare di nuovo più tardi nella storia. Durante i viaggi dei protagonisti, Don Corneo si vede costretto a fuggire da Wall Market e da Midgar stessa. La ShinRa Corporation, difatti, pare non aver gradito la "collaborazione" di Corneo con il gruppo di Cloud, e lo accusa di tradimento. Da ciò scatta un ordine di arresto, anche per tutte le azioni mafiose che aveva compiuto negli anni precedenti e che lo avevano portato ad una posizione di potere.
Lo si ritrova quindi a Wutai, la terra natale di Yuffie, mentre la ragazza ruba tutta la Materia dei protagonisti. Anche qui il Don continua a perseguire i suoi traffici illeciti, e manifesta ancora il suo morboso attaccamento alle donne.
Fa quindi rapire Yuffie, mentre in città giunge una squadra di soldati di ShinRa che stava dando la caccia a Corneo. Poco dopo viene rapita anche Elena, una dei Turks che, insieme a Reno e Rude, era in periodo di vacanza dal lavoro. Ovviamente vuole fare di una di loro la sua moglie quotidiana, e le porta sulla catena montuosa sacra a Wutai. Sia Cloud che i Turks intendono liberare gli ostaggi, e decidono di unirsi nelle ricerche per lavare l'offesa.
Dopo un lungo inseguimento, trovano le due ragazze appese in balia del vuoto, mentre Corneo è pronto a premere un bottone in qualunque momento per farle cadere. Cloud affronta un mostro da lui liberato, ma si rende presto conto di avere le mani legate contro il mafioso, che tiene la vita delle sue prigioniere nelle sue mani. Ed è qui che intervengono i due Turks, che riescono a strappargli il telecomando e a fargli perdere l'equilibrio. Corneo riesce ad aggrapparsi ad un costone di roccia e chiede che gli venga risparmiata la vita. Ma Reno, che non ha affatto gradito il rapimento di uno dei Turks, dopo un beffardo commiato gli schiaccia la mano e lo fa precipitare nel vuoto, ponendo fine alla sua vita.

### Marlene
Marlene è la figlia di Dyne, amico di Barret. Quest'ultimo, dopo la presunta morte di Dyne, l'adotterà come figlia. Vive al 7th Heaven, il bar di Tifa.

### Shera
Shera è l'assistente di Cid. Si è addossata la colpa di aver infranto i sogni di Cid, che ha dovuto annullare il lancio del razzo per salvarla. Lei stava controllando una bombola di ossigeno difettosa, ma non è riuscita a ripararla in tempo.

### Avalanche
Avalanche è un gruppo di "ribelli" che ha a cuore la salute del pianeta (un po' come Greenpeace) e che perciò prova odio nei confronti della ShinRa (ovvero l'equivalente
delle compagnie petrolifere) e compie attentati ecoterroristici contro di essa. Motivo di questo profondo odio è dovuto al fatto che la ShinRa, aspirando il Mako, (o famoso flusso vitale equivalente del petrolio) indebolisce il pianeta e questa cosa a lungo andare potrebbe ucciderlo; impedire che ciò accada è l'obiettivo di Avalanche.
All'inizio del gioco il gruppo è composto da Barret Wallace, Tifa Lockhart, Biggs, Wedge e Jessie, più Cloud che è stato assoldato come mercenario.
La prima missione si rivela un successo ma da quel momento i membri del gruppo saranno classificati come terroristi; la cosa importa poco agli eroi, che sono determinati ad andare avanti con la loro missione, e così è.
Il giorno dopo partono per il Settore 2, ma durante il viaggio in treno vengono scoperti e sono costretti a buttarsi giù dal treno e a prendere una "via secondaria".
La bomba viene piazzata nel nucleo del reattore, tutto sembra andare bene come nella prima missione, ma mentre tentano di uscire i nostri eroi vengono bloccati dal presidente della ShinRa, che gli aizza contro un robot gigante.
Dopo il combattimento Cloud cade dal ponte su cui si trovavano a causa dell'esplosione provocata dalla bomba che avevano piazzato, Cloud così si risveglia nel Settore 6, nella chiesa di Aeris, la quale gli chiede di farle da guardia del corpo (nel frattempo si presenta Reno dei Turks per rapirla) e di accompagnarla a casa.
Cloud vuole raggiungere i suoi amici, per cui si dirige insieme ad Aeris nel Settore 7.
Durante una sosta in un giardino Cloud e Aeris vedono Tifa che viene portata via in una carrozza, si scopre poi che è stata portata nella villa di Don Corneo, un signorotto amante delle belle ragazze.
I due decidono di entrare nella villa per salvare Tifa, ma Cloud sarà costretto a travestirsi da donna.
Una volta da Don Corneo i 3 eroi apprendono che la Shinra vuole far saltare in aria il pilone che regge il settore 7 ed eliminare in questo modo Avalanche.
Arrivati dal pilone solo Cloud e Tifa salgono su ad aiutare Barret, Aeris è incaricata di andare al 7th Heaven (il bar di Tifa, covo di Avalanche) e portare Marlene, la figlia di Barret, in salvo.
Giunti in cima fa la sua comparsa Tseng da un elicottero con in ostaggio Aeris, subito dopo Reno salta giù dall'elicottero e attiva il meccanismo di autodistruzione del pilastro. Per guadagnare tempo Reno ingaggia uno scontro con Cloud, Tifa e Barret.
Dopo di che Reno fugge anch'esso in elicottero e il gruppo cerca di disattivare il meccanismo, ma ogni sforzo è inutile e i tre decidono di fuggire tramite una fune: si salvano per un pelo ma sotto le macerie rimangono Biggs, Wedge e Jessie.
La tragica perdita dei suoi compagni e amici ha segnato profondamente il cuore di Barret, che è intenzionato a vendicarsi con ogni mezzo possibile.